# Gina Oceguera
Regina Marie Oceguera Schmuhl (Mountain View, California, Estados Unidos, 9 de abril de 1977) es una exfutbolista mexicana nacida en Estados Unidos que jugó de defensa y delantera.  

## Participaciones en Copas del Mundo
| Mundial                                 | Sede           | Resultado    | Partidos | Goles |
| --------------------------------------- | -------------- | ------------ | -------- | ----- |
| Copa Mundial Femenina de Fútbol de 1999 | Estados Unidos | Primera Fase | 3        | 0     |